# Yves Saint Laurent (film)
Yves Saint Laurent – francuski dramat biograficzny z 2014 roku w reżyserii Jalila Lesperta. Film o Yvesie Saint Laurent francuskim projektancie mody i współtwórcy domu mody Yves Saint Laurent.

## Obsada
- Pierre Niney jako Yves Saint Laurent
- Guillaume Gallienne jako Pierre Bergé
- Charlotte Le Bon jako Victoire Doutreleau
- Laura Smet jako Loulou de la Falaise
- Marie de Villepin jako Betty Catroux
- Xavier Lafitte jako Jacques De Bascher
- Nikolai Kinski jako Karl Lagerfeld
- Ruben Alves jako Fernando Sánchez
- Marianne Basler jako Lucienne Saint-Laurent
- Astrid Whettnall jako Yvonne De Peyerimhoff
- Anne Alvaro jako Marie-Louise Bousquet
- Michèle Garcia jako Raymonde Zehnacker
- Patrice Thibaud jako Christian Dior
- Amira Casar jako Anne-Marie Munoz
- Alexandre Steiger jako Jean-Pierre Debord
- Jean-Édouard Bodziak jako Bernard Buffet

i inni.